# Brickeln
Brickeln település Németországban, Schleswig-Holstein tartományban. Lakosainak száma 191 fő (2023. december 31.).

## Népesség
A település népességének változása:
| Lakosok száma | 185  | 217  | 220  | 217  | 198  | 198  | 191  |
|               | 1975 | 2010 | 2017 | 2019 | 2021 | 2022 | 2023 |